# Klein (Montana)
Klein és una concentració de població designada pel cens dels Estats Units a l'estat de Montana. Segons el cens del 2000 tenia 188 habitants.

## Demografia
Segons el cens del 2000, Klein tenia 188 habitants, 69 habitatges, i 52 famílies. La densitat de població era de 5,6 habitants per km².
Dels 69 habitatges en un 30,4% hi vivien nens de menys de 18 anys, en un 65,2% hi vivien parelles casades, en un 7,2% dones solteres, i en un 24,6% no eren unitats familiars. En el 18,8% dels habitatges hi vivien persones soles l'11,6% de les quals corresponia a persones de 65 anys o més que vivien soles. El nombre mitjà de persones vivint en cada habitatge era de 2,72 i el nombre mitjà de persones que vivien en cada família era de 3,12.
Per edats la població es repartia de la següent manera: un 21,8% tenia menys de 18 anys, un 5,9% entre 18 i 24, un 21,8% entre 25 i 44, un 37,8% de 45 a 60 i un 12,8% 65 anys o més.
L'edat mediana era de 45 anys. Per cada 100 dones de 18 o més anys hi havia 113 homes.
La renda mediana per habitatge era de 39.792 $ i la renda mediana per família de 38.542 $. Els homes tenien una renda mediana de 29.000 $ mentre que les dones 18.750 $. La renda per capita de la població era de 15.522 $. Aproximadament el 14% de les famílies i l'11,6% de la població estaven per davall del llindar de pobresa.

## Poblacions més properes
El següent diagrama mostra les poblacions més properes.